# Andrias scheuchzeri
Andrias scheuchzeri Tschudi, 1837 è un anfibio urodelo estinto appartenente alla famiglia Cryptobranchidae. Si tratta di uno dei primi fossili descritti dalla moderna paleontologia.

## Ritrovamenti
Questo fossile venne rinvenuto nel 1726 in una miniera di Öhningen, in Germania, dal naturalista svizzero Johann Jakob Scheuchzer (1672 - 1733).
Durante il XVII e il XVIII secolo, allorché si rinvenivano dei fossili non identificati di cui non si era in grado di fornire l'età,   si attribuivano quei resti ad esseri viventi periti nel diluvio universale; persino i primi fossili di dinosauro mai scoperti, delle impronte di zampe tridattili rinvenute in America, furono considerate orme lasciate dal "corvo di Noè" dopo il diluvio. Alla luce di questa filosofia, anche Scheuchzer descrisse il suddetto fossile come se si trattasse dello scheletro di uomo perito nel diluvio universale, credendo di vedervi il bacino e la colonna vertebrale di un uomo gigantesco; le sue dimensioni (circa 3 metri) lo facevano infatti passare per uno dei "famosi giganti dei tempi antichi" di cui parla Gen 6,4. Per questo lo battezzò "Homo diluvii testis" (uomo testimone del diluvio).
Oggi sappiamo che si tratta in realtà di una salamandra gigante vissuta nel Miocene, simile alle specie viventi Andrias davidianus (salamandra di padre David) e A. japonicus (salamandra gigante del Giappone). Quello che era stato creduto il bacino, era in realtà il suo cranio. L'equivoco è rispecchiato ancor oggi dal suo nome scientifico di Andrias scheuchzeri (andriás in greco indica statue, fantocci o altro avente forma umana).
Il reperto fossile fu acquisito nel 1802 dal Museo Teylers ad Haarlem nei Paesi Bassi, dove si trova tuttora.